# Antintalo
Antintalo est un bâtiment commercial situé dans le quartier VII de Turku en Finlande,,.

## Présentation
Antintalo est un bâtiment commercial décoratif achevé en 1891 en bordure d'Eerikinkatu.
Le bâtiment conçu par Karl Viktor Reinius est l'un des premiers bâtiments de Turku conçu en tant que bâtiment commercial.
Tout ce qui reste de l'Antintalo d'origine est la façade visible de la rue, dont l'extérieur est conçu par le maître d'œuvre Adrian Thomander en 1916. 
Les habitants de Turku ont appelé le bâtiment le bazar jusque dans les années 1950, jusqu'à ce qu'il soit renommé en 1954, par le conseiller municipal Antti Raita, qui a acheté le bâtiment en 1916.
Au fil des ans, plusieurs magasins ont occupé Antintalo. 
La pâtisserie Aschan a commencé à fonctionner dans le bâtiment en 1933 et est toujours située à Antintalo. 
Les utilisateurs de longue date du bâtiment ont été, entre autres, le fleuriste Iris, le  Osuusliike Sampo (plus tard l'épicerie fine de Turun Osuuskauppa) et Suomen Jalkineliike, qui a débuté en 1902 sous le nom de Finska Skomagasinet.
Le magasin de chaussures est finalement devenu le locataire le plus ancien du bâtiment, car il n'a cessé ses activités sous le nom d'Antintalo Kenkä qu'en 2004.
Outre les appartements, les bâtiments situés dans la cour de la parcelle ont abrité plusieurs entreprises au fil du temps, notamment l'imprimerie Jaakkoo-Taara, le Turun Kenkäkorjaamo et le café et torréfacteur Remi des années 1930 jusqu'à la démolition des bâtiments dans les années 1980.
Une grande partie d'Antintalo et les bâtiments situés dans la cour de la parcelle ont été démolis dans les années 1980, lorsque la banque Turun Työväen Säästöpankki a construit de nouveaux locaux commerciaux conçus par Benito Casagrande dans le cadre du nouveau centre commercial Hansakortteli. 
L'Antintalo rénové a rouvert au public le 5 septembre 1986. 
Aujourd'hui, le propriétaire d'Antintalo est Kiinteistö Oy Antintalo, qui est l'une des sept sociétés immobilières du centre commercial Hansakortteli.